# Ring (Waterford)
Ring (iriska: An Rinn) är en by i södra Waterford i Munster på Irland. Byn med omnejd hade 1 601 invånare år 2006, av vilka 189 bodde i huvudbyn, Ringville.